# Шакенборг
54°56′33.8″ пн. ш. 8°48′31.69″ сх. д. / 54.942722° пн. ш. 8.8088028° сх. д.

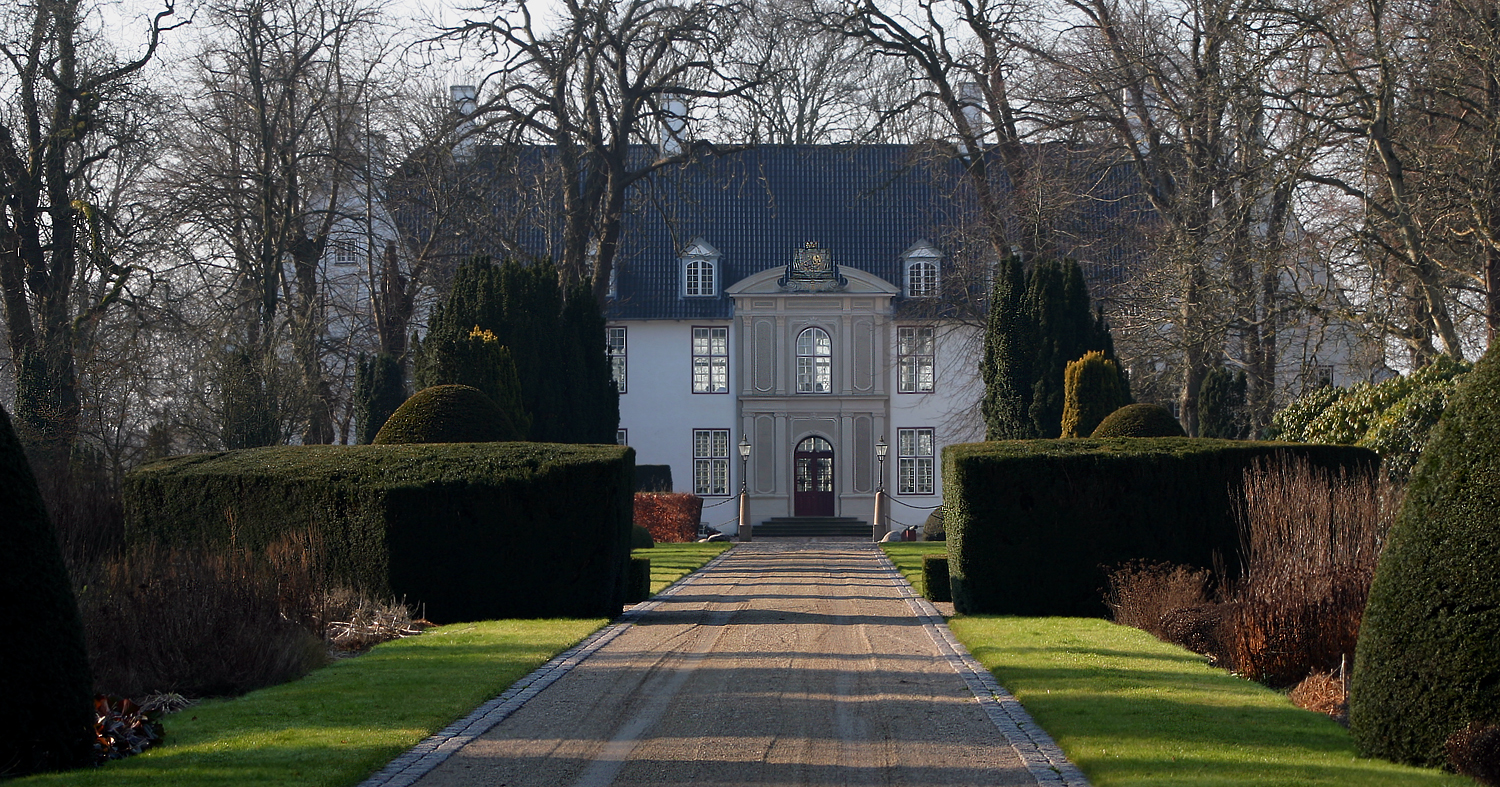
Палац Шакенборг

Палац Шакенборг (дан. Schackenborg Slot) — резиденція данської королівської родини, розташована у містечку Мьогельтьондер за 5 км на захід від громади Тендера (дан. Møgeltønder) у області Південної Данії у Південній Ютландії.
Маєток на цьому місці був закладений єпископатом Рібе і мав назву Мьогельтьондерхус. Під час Реформації в Данії він був конфіскований данською монархією, а у 1661 році був переданий графу Гансу Шаку (Hans Schack) в подяку за службу у війні проти шведів. Новий власник розібрав більшу частину маєтку і побудував теперішній палац Шакенборг у стилі бароко. Протягом 11 поколінь палац належав родині Шаків, а у 1978 році перейшов у власність королівської родини.
Палац закритий для відвідування, влітку проводяться екскурсії палацовим парком.